# Mesquita d'Osman Xah

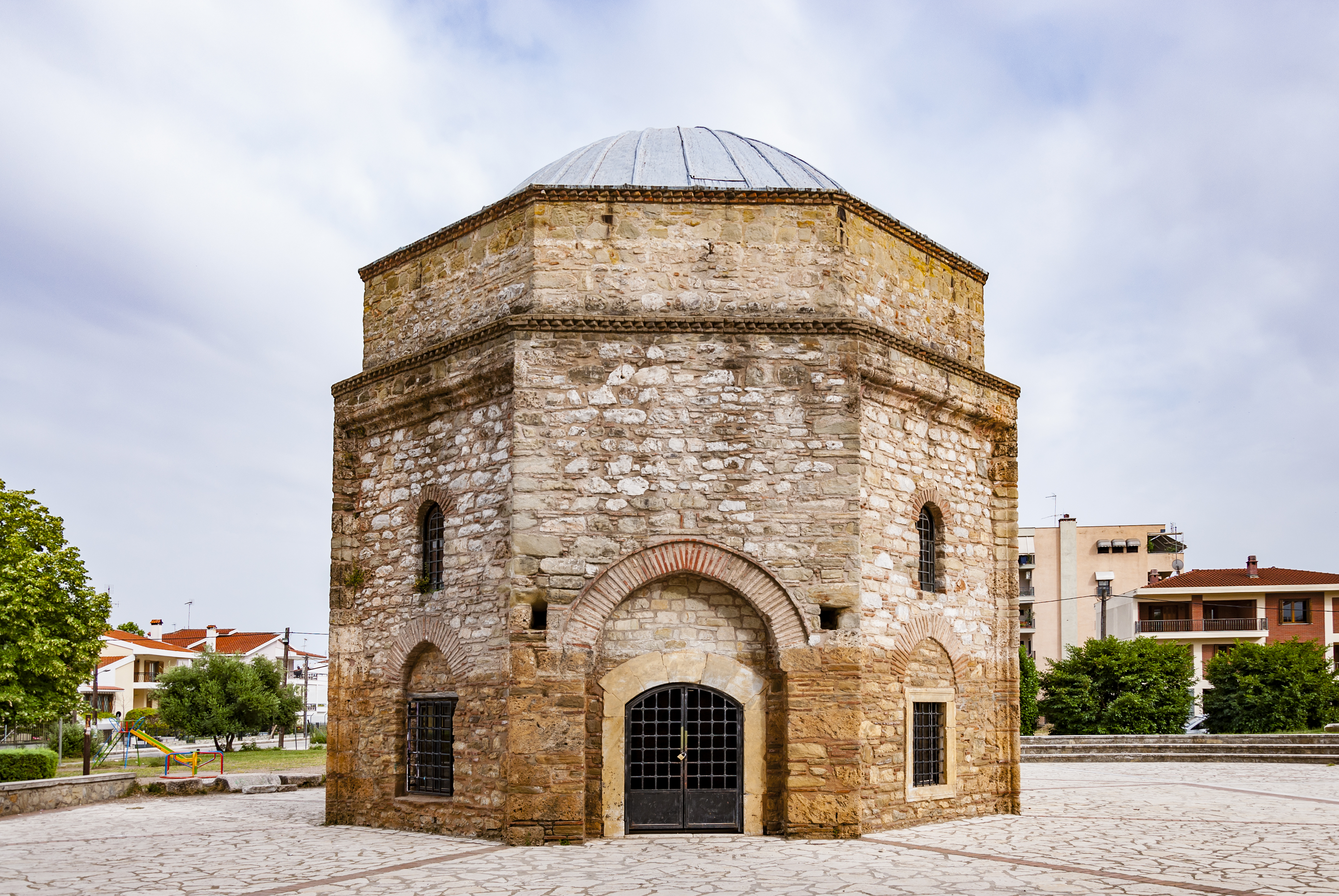
La turba d'Osman Xah vista des del sud-est de la mesquita

La Mesquita d'Osman Xah (en grec: Τέμενος Οσμάν Σαχ, també coneguda com a Mesquita de Koursum ('mesquita de plom') és un edifici otomà de mitjan segle xvi de la ciutat grega de Trícala, a Tessàlia. La mesquita i una turba són les restes d'un <i>külliye</i> ('complex') encarregat per Osman Xah, governador de Trícala. És l'única obra a Grècia del famós arquitecte Sinan; fou renovada en la dècada dels 1990, i a hores d'ara alberga exposicions culturals.

## Història
A mitjan segle xvi, Osman Xah, gendre o nebot del soldà Solimà I el Magnífic, fou governador de Trícala i Naupacte. Important càrrec otomà, va fer construir en la dècada dels 1550, o poc abans de la seua mort, el 1567-1568, un imposant conjunt amb una madrassa, una mesquita, un <i>imaret</i> (hostal per a estudiants) un kan i banys turcs. Es diu que l'edifici és una de les 76, 79 o 81 mesquites del famós arquitecte Sinan, l'única mesquita que es conserva a Grècia i una de les poques dels Balcans que ha sobreviscut en un estat satisfactori de conservació. El viatger Evliya Çelebi la va descriure quan va visitar la zona un segle després de construïda.
El monument va romandre més o menys intacte fins al final de la dominació otomana, a part de la possible reconstrucció de la cúpula durant el segle xix després d'un terratrèmol. Més tard, la mesquita va patir molts conflictes i es va fer servir com a magatzem de farratge i estable a començaments del segle xx. En la mateixa època, se'n va esfondrar el pòrtic.
Catalogat com a Monument històric el 1936, l'edifici va ser objecte d'una important restauració en la dècada dels 1990 amb ajut de fons europeus, i se'n va reconstruir el pòrtic. Actualment s'hi fan exposicions culturals.

## Arquitectura
Situada a la vora del riu Liteos, la Mesquita d'Osman Xah està construïda amb maçoneria alternant amb una filera de carreus de pedra calcària verdosa i tres fileres de rajola. Té tres fileres de finestres a la façana, tret del mur oriental de l'alquibla, que només té dues finestres al nivell inferior. A dalt, només la finestra central de cadascuna de les tres façanes és rectangular; les altres dues són circulars.
La mesquita conté una imposant cúpula octogonal sobre petxines, la més gran de Grècia, amb 18 m de diàmetre i 22,5 m d'alçada, amb vuit finestres en el tambor. Construïda amb rajola i recoberta de plom, la cúpula està reforçada per dos contraforts en cadascuna de les quatre petxines. A la part superior de les façanes, el ràfec té una doble filera de teules amb dents de serra que creen un efecte de mènsula. Se'n conserva un minaret de pedra d'uns 23 m d'alçada fins al balcó.
El pòrtic, de 24,57 m de llargada, s'estén més enllà de cada costat de la sala de pregària, per a integrar el minaret en la simetria de la façana. El sostenen sis columnes amb capitells turcs i el rematen cinc petites cúpules sobre petxines. A la part de dalt de la portada de marbre blanc i verd hi havia una inscripció dedicatòria, hui desapareguda. La portada d'entrada està emmarcada a les dues bandes per una finestra, situada al bell mig de dues fornícules. Al nord-oest, una porteta de la façana principal condueix al minaret.
A dins, el mur de l'alquibla conté el mihrab, ricament pintat al centre, i tenia un notable mínbar hui desaparegut. Una galeria de fusta elevada de 4 m d'ample, accessible des de dues escales al mur a banda i banda de l'entrada, recorre tota la façana principal. Les gerres acústiques estan integrades al mur interior a l'alçada de les petxines, una tècnica habitual en l'arquitectura romana d'Orient.
A uns 13,2 m al sud-est de la mesquita, hi ha el Mausoleu (türbe) d'Osman Xah, de pedra i rajola, amb una cúpula de plom.